# بديل الشبكية آرجوس

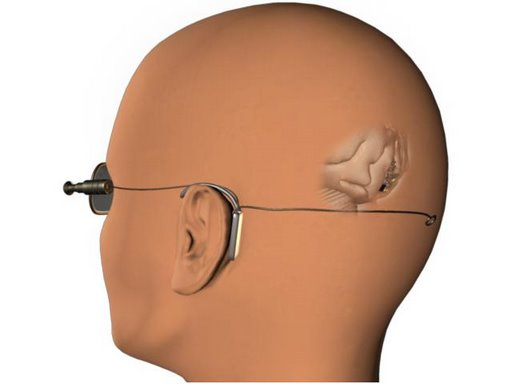

بديل الشبكية آرجوس (بالإنجليزية: Argus II) وتستخدم العين كاميرا وجهاز فيديو مثبتين على نظارة شمسية لترسل الصور التي يتم التقاطها لاسلكيا إلى جهاز استقبال دقيق على جانب العين.
وبدوره يرسل جهاز الإستقبال المعلومات التي تتجمع لديه عبر سلك دقيق إلى عدد من الأقطاب الإلكترونية المثبتة على شبكية العين، وهي طبقة من خلايا متخصصة تستجيب عادة للضوء وموجودة في الجزء الخلفي من العين.
وحين يتم تنشيط هذه الأقطاب ترسل إشارات على طول العصب البصري إلى المخ والذي يستطيع إدراك اشكال الضوء والنقاط السوداء الموافقة للأقطاب التي تم تنشيطها.
ويأمل الأطباء أن يتمكن المرضى من ترجمة الأشكال التي يرونها إلى صور لها معنى، ويشعرون بالتفاؤل بسبب النتائج التي أسفر عنها استخدام هذه العين حتى الآن، إلا أنهم بحاجة إلى مرور عامين قبل التأكد من فاعلية استخدامها.
وقامت بتطوير هذه العين الشركة الأمريكية «سكوند سايت»، ويبلغ عدد المرضى الذين يستخدمونها في العالم كله 18. وهي مصممة لمساعدة الذين يفقدون بصرهم لإصابتهم بمرض وراثي يسبب تآكل الشبكية ويدعى «ريتينايتيس بيجمينتوزا». ويتم تشخيص المرض عادة في مرحلة الطفولة ويشتد بمرور السنين، ويبلغ عدد المصابين به في بريطانيا 20 ـ 25 ألفا.

## روابط خارجية
- الموقع الرسمي لسكند سايت